# Bataille de Semuliki
Guerre du Kivu
La bataille de Semuliki a lieu le 7 décembre 2017, lors de la guerre du Kivu.

## Déroulement
Le 7 décembre 2017, une base de la Monusco est attaquée à Semuliki, près de la ville de Mbau, dans une zone forestière près de la frontière avec l'Ouganda. Les affrontements débutent vers 17 h 40, après le franchissement de la rivière par des rebelles. Les combats durent trois heures et se déroulent dans une zone forestière très enclavée,. Des soldats des Forces armées de la république démocratique du Congo (FARDC), basés de l'autre côté du pont, à une dizaine de kilomètres, arrivent ensuite en renfort,.
L'ONU attribue l'attaque aux Forces démocratiques alliées (FDA). Cependant, le groupe ne la revendique pas, contrairement à d’autres. Les FDA n'ont pas l'habitude de faire de la communication.

## Les pertes

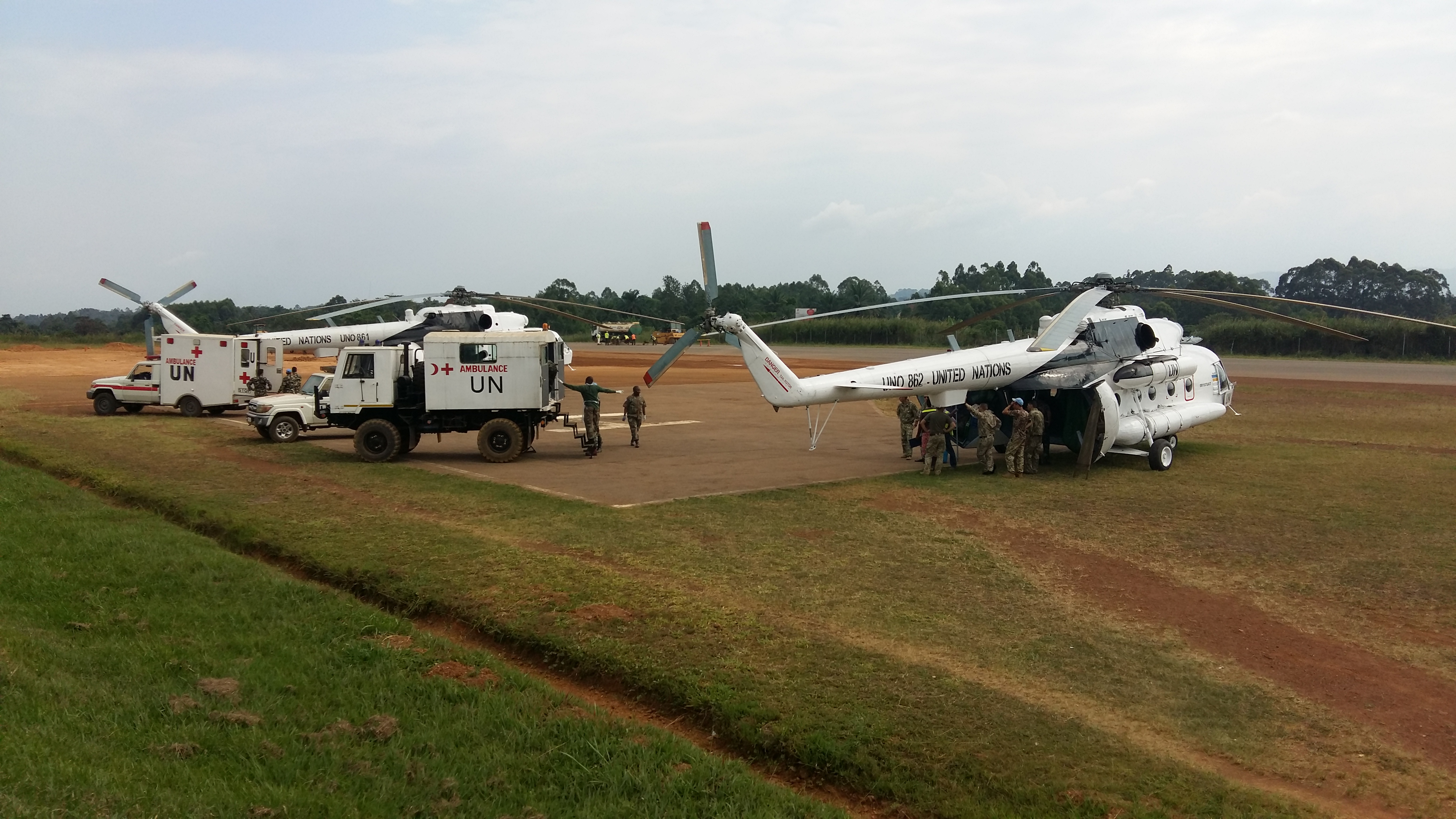
Evacuation par hélicoptère des blessés depuis l'aéroport de Beni-Mavivi, le lendemain de l'attaque.

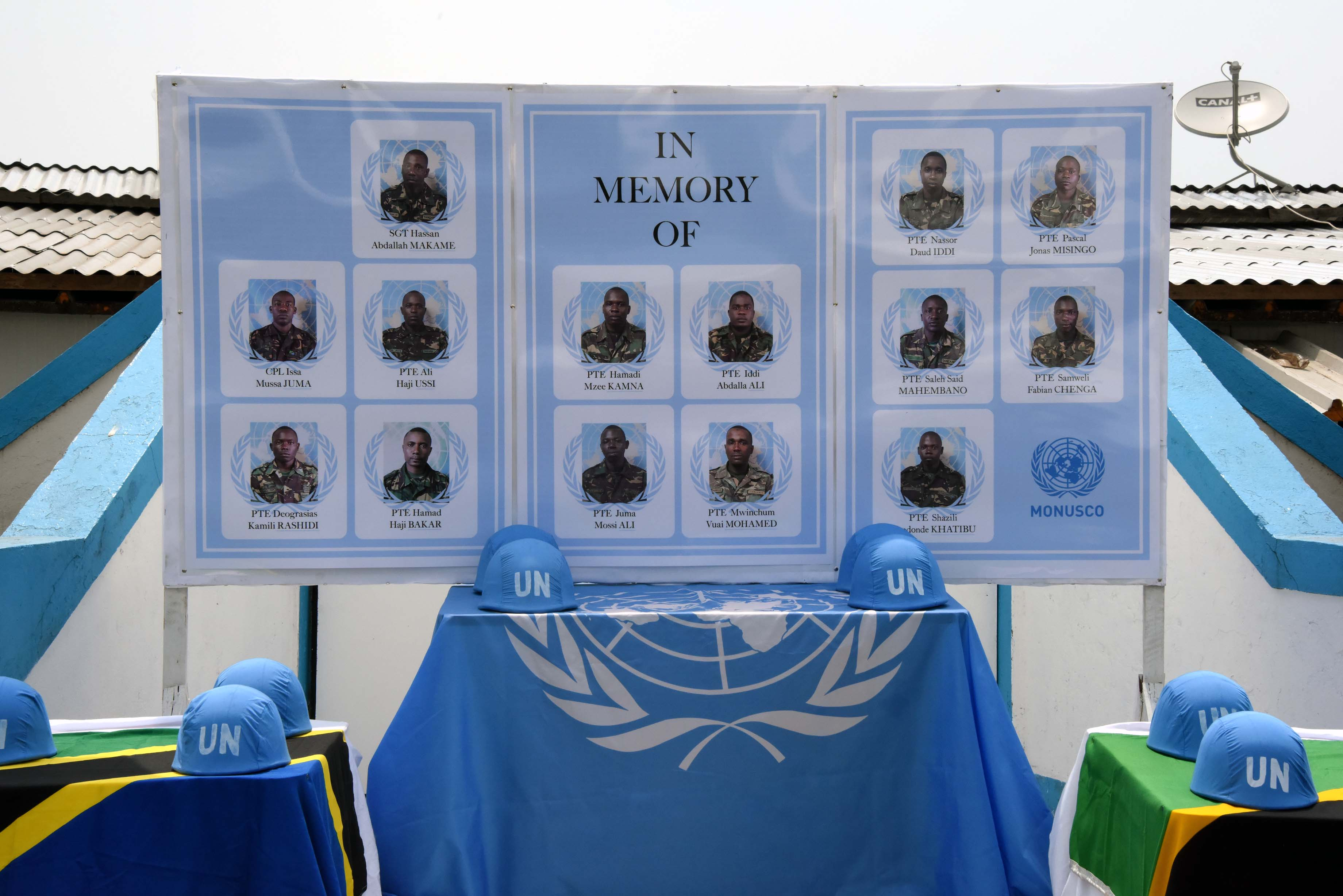
Portrait des quatorze soldats tanzaniens tués.

Les combats font 15 morts, 53 blessés et 3 disparus parmi les casques bleus tanzaniens,, environ la moitié des casques bleus présents dans la base ont été tués ou blessés. Il s'agit de l'attaque la plus meurtrière contre une force de l'ONU depuis 1993. L'armée congolaise affirme pour sa part que 72 rebelles ont été tués et que ses pertes ne sont que d'un officier blessé et d'un soldat porté disparu,. Cependant la MONUSCO déclare que cinq soldats congolais sont également morts lors de l'attaque,.